# Bach (Lot)
Bach is een gemeente in het Franse departement Lot (regio Occitanie) en telt 144 inwoners (1999). De plaats maakt deel uit van het arrondissement Cahors.

## Geografie
De oppervlakte van Bach bedraagt 20,0 km², de bevolkingsdichtheid is 7,2 inwoners per km².
De onderstaande kaart toont de ligging van Bach (Lot) met de belangrijkste infrastructuur en aangrenzende gemeenten.

## Demografie
Onderstaande figuur toont het verloop van het inwonertal (bron: INSEE-tellingen).